# La Manga del Mar Menor

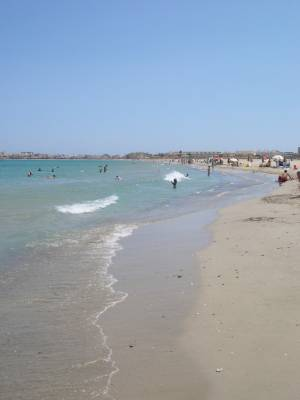
De kustlijn van La Manga del Mar Menor.

La Manga del Mar Menor is een landstrook, gelegen aan de zuidoostkust van Spanje in de autonome regio Murcia aan de Costa Cálida (Middellandse Zee). De dichtstbijzijnde grote en belangrijke havenstad is Cartagena.
Mar Menor is het grootste zeewatermeer in Europa. La Manga is een smalle landstrook met een lengte van 22 km en breedte tot 1,5 km.
Deze strook land sluit eigenlijk deze binnenzee van het open water nl. de Middellandse Zee maar de binnenzee staat wel in contact met de open zee via vier natuurlijke kanalen, genaamd "golas".
Mar Menor staat ook bekend om haar goede stranden (Blauwe Vlag) en heldere water.
La Manga ligt tussen drie natuurgebieden: Salinas y Arenales de San Pedro del Pinatar aan de noordzijde, en Salinas de Marchamalo en Las Amoladeras in het zuiden.

La Manga is volgebouwd met hotels en vakantiehuisjes. De bebouwing belast de landtong zodanig dat deze langzaam maar zeker steeds verder verzakt.